# Kilsbach

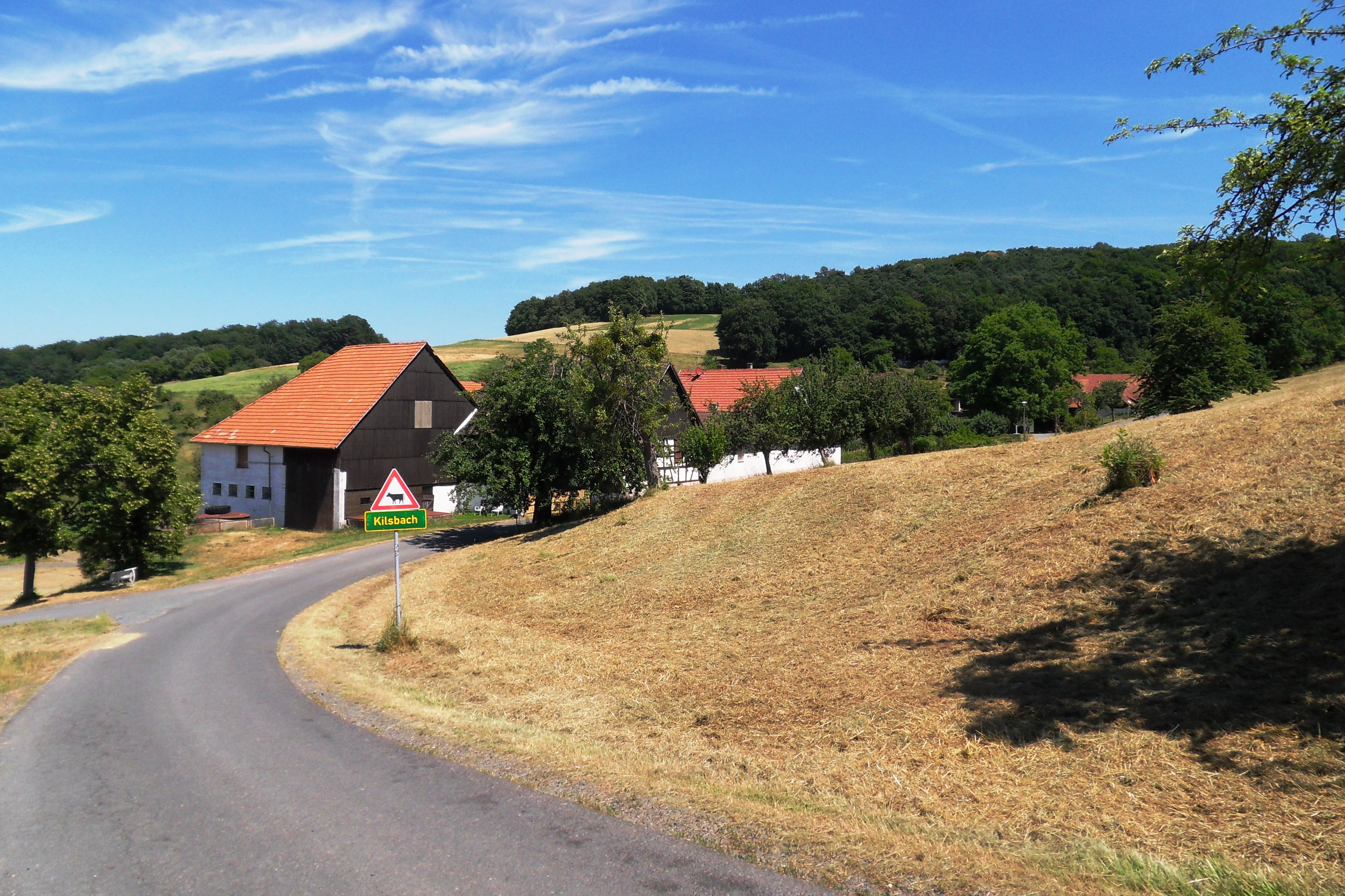
Blick von Südwesten aus Richtung Affhöllerbach

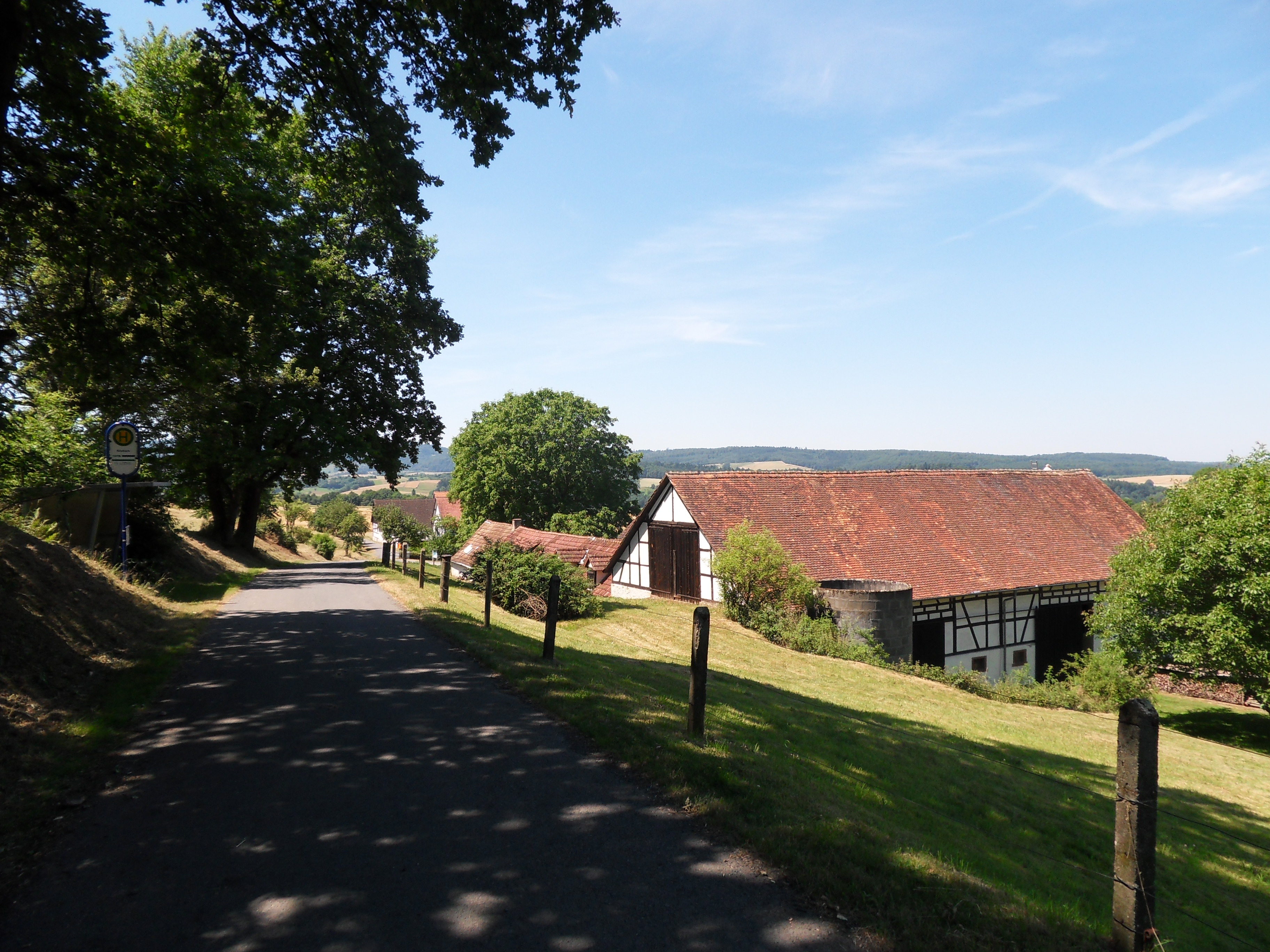
Mittlerer Hof mit Fachwerkscheune

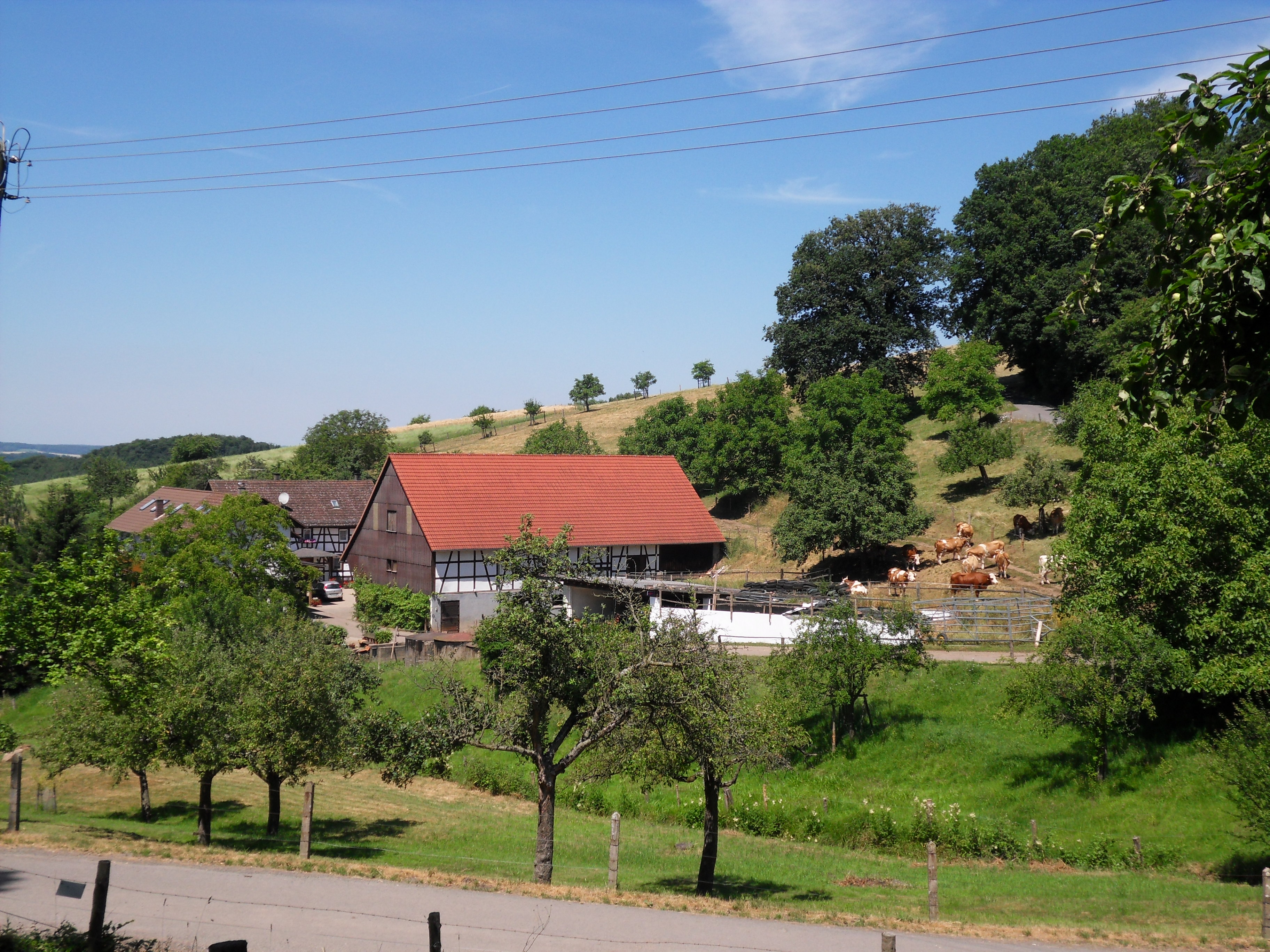
Nördlicher Hof mit einer Herde Fleckvieh

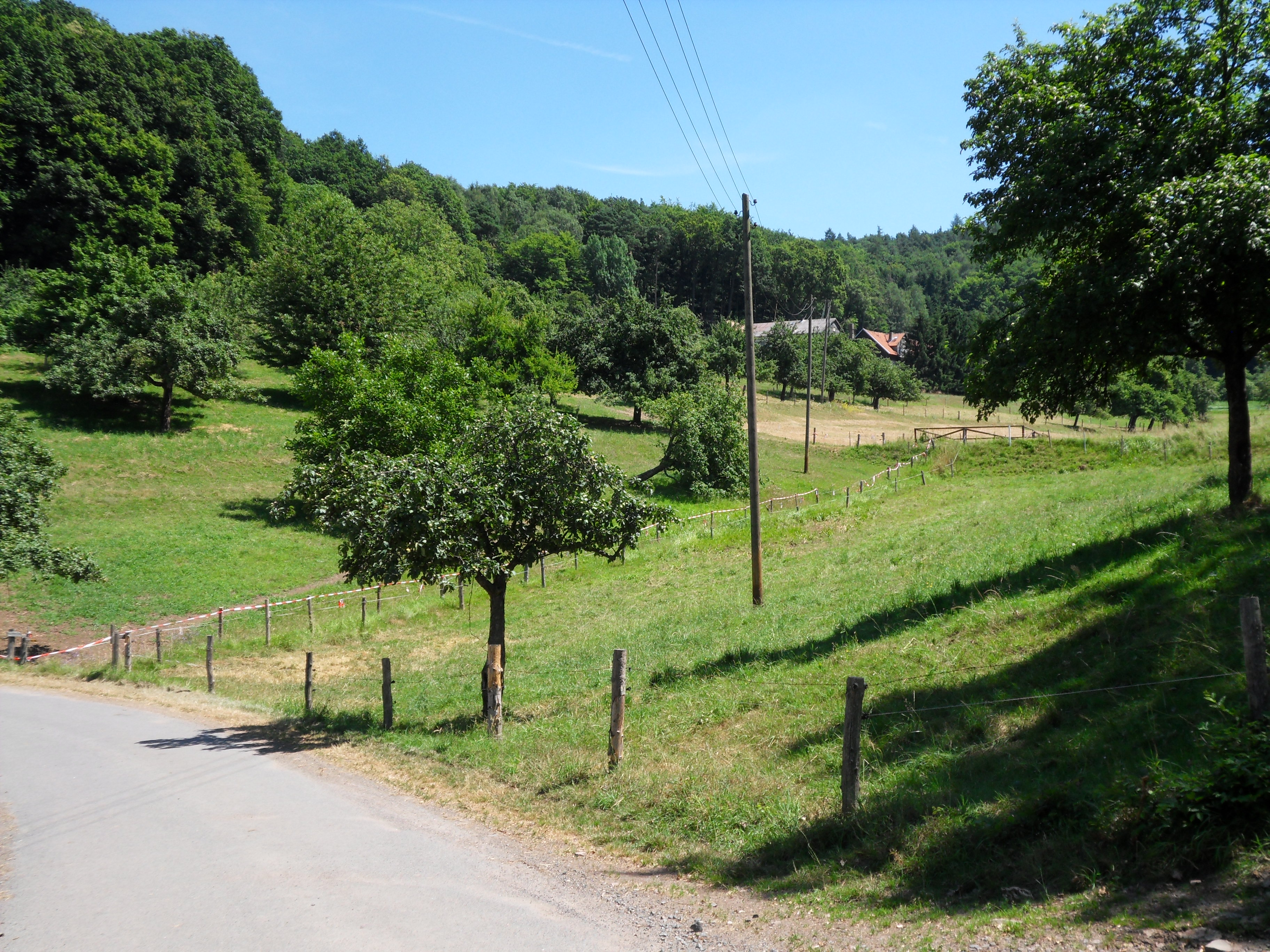
Östlicher Hof über dem Tal am Waldrand

Kilsbach ist als Weiler ein Teil der Gemarkung Affhöllerbach und bildet gemeinsam mit Affhöllerbach einen Ortsbezirk der Gemeinde Brensbach im südhessischen Odenwaldkreis. Das Bestehen des Weilers ist unter der Schreibweise Kilspach seit 1605 dokumentiert.

## Geografische Lage
Kilsbach liegt nördlich von Affhöllerbach im Quellgebiet des Kilsbachs, einem Nebenfluss der Gersprenz. Der Weiler besteht aus vier großen Gehöften, die inmitten ausgedehnter Wiesengrundstücke liegen. Drei der Höfe stehen in einer lockeren Gruppe, ein vierter liegt erhöht ein Stück abseits.

## Kultur
Die vier historischen geschlossenen Vierseithöfe von Kilsbach stehen als Gesamtanlage unter Denkmalschutz. Dieses Ensemble stellt trotz teilweise unterschiedlicher Bauzeiten der einzelnen Gebäude ein außerordentlich seltenes Beispiel für eine großbäuerliche Ansiedlung des 19. Jahrhunderts dar, die sich den umgebenden Agrarflächen harmonisch einfügt und in nahezu ursprünglicher Form erhalten geblieben ist.

## Verkehr und Infrastruktur
Kilsbach ist nur über eine Gemeindestraße für den überörtlichen Verkehr erschlossen. Diese führt von Affhöllerbach im Süden durch den Weiler zur Kreisstraße K 88 im Norden, über die eine Verbindung zur Kerngemeinde Brensbach besteht. Mit dem öffentlichen Nahverkehr ist der Ort (an Werktagen) ausschließlich von Brensbach mit einem Rufbus zu erreichen.